# Сириус
Сириус (α Canis Majoris; Алфа от Голямо куче) от съзвездието Голямо куче е най-ярката звезда на небосклона. Името произлиза от древногръцкото Σείριος. Видимата звездна величина на Сириус е –1,46, т.е. той е почти два пъти по-ярък от Канопус – следващата по яркост звезда. Сириус е петият по яркост обект след Слънцето, Луната, Венера и Марс (когато планетата е в противостояние, тя е по-ярка от Сириус). Сириус е също една от най-близките до нас звезди: намира се „само“ на 8,6 светлинни години от Слънчевата система.
Това, което невъоръженото око възприема като една звезда, всъщност е двойна звездна система, състояща се от бяла главна звезда от спектрален тип A1V, наречена „Сириус А“, и бледо бяло джудже компаньон от спектрален тип DA2, наречено "Сириус Б”.
Сириус изглежда светъл поради близостта си до Земята. На разстояние от 2,6 парсека (8,6 светлинни години) системата Сириус е един от нашите близки съседи. Звездата Сириус А е около два пъти по-масивна от Слънцето, а нейната абсолютна звездна величина е равна на -1,46, т.е. Сириус е 25 пъти по-ярък от Слънцето, но е значително по-слаб от други ярки звезди, като Канопус или Ригел.
Системата Сириус е на възраст около 200 – 300 милиона години. Първоначално се е състояла от две ярки сини звезди. По-масивната от тях – Сириус В – e изразходила ресурсите си и се е превърнала отначало в червен гигант, разпръсквайки външните си слоеве, а впоследствие – в бяло джудже, каквото е останала и до днес. Последното превръщане е настъпило преди около 120 милиона години.
Сириус е известен разговорно като „Кучешка звезда“, което се отразява на неговата известност в съзвездието Голямо куче. За Сириус има повече митове, отколкото за която и да е друга звезда с изключение на Слънцето. Изгревът на Сириус е отбелязвал прилива на Нил в Древен Египет и „Кучешките дни“ на лятото за древните гърци, а за полинезийците Сириус се свързва със зимата. Сириус е важен за мореплавателите в Тихия океан.
В Зенд Авеста зороастрийците почитат Сириус, наричайки звездата с името Тиштрия.

## Наблюдение
С видима звездна величина от -1,46 Сириус е най-ярката звезда в нощното небе. Тя е почти двойно по-ярка от втората най-ярка звезда – Канопус. Гледана от Земята, Сириус винаги изглежда по-бледа от Венера и Юпитер, а понякога и от Марс и Меркурий. Сириус се вижда от почти всяка точка на Земята, с изключение на географските ширини над 73° с. ш., и не се издига много нависоко, когато се гледа от северните ширини (достигайки само 13° над хоризонта в Санкт Петербург). Поради деклинацията си от грубо −17°, Сириус е незалязваща звезда при географски ширини южно от 73° ю. ш. От южното полукълбо в началото на юли месец Сириус може да се види както вечерта, когато залязва след Слънцето, така и сутринта, когато изгрява преди него. Сириус, заедно с Процион и Бетелгейзе, образува един от върховете на Зимния триъгълник в северното полукълбо.
Поради прецесията (и слабото собствено движение) на звездата, в бъдеще тя ще се премества на юг. Около 9000 г. тя повече няма да се вижда от северните и централните части на Европа.
При точните подходящи условия, Сириус може да се наблюдава дори и през деня с невъоръжено око. Небето трябва да е много ясно, наблюдателят да се намира на голяма надморска височина, звездата да преминава точно над него, а Слънцето да се намира близо до хоризонта. Тези условия за наблюдение се срещат по-лесно в южното полукълбо, поради южната деклинация на Сириус.
Орбиталното движение на двойната система на Сириус доближава двете звезди до минимум 3 арксекунди и ги отдалечава максимум до 11 арксекунди. Дори и при най-близко наблюдение е предизвикателство да се различи бялото джудже от по-яркия му придружител – нужен е телескоп с поне 300-mm апертура и отлични условия за наблюдение. През 1994 г. настъпва периапсида, като оттогава двойката се раздалечава.
На разстояние от 8,6 светлинни години, системата на Сириус съдържа две от осемте най-близки звезди до Слънцето и е петата най-близка звезда система до Слънцето. Именно тази близост е главната причина за яркостта ѝ в небето. Все пак, сама по себе си системата също е 25 пъти по-светима от Слънцето. Най-близката звезда до Сириус е Процион, на 1,61 парсека. Космическият апарат Вояджър 2, изстрелян през 1977 г. с цел да изучава гигантските планети в Слънчевата система, се очаква да мине на 1,3 парсека покрай Сириус след около 296 000 години.

## Звездна система
Сириус е двойна звезда, съставена от две звезди, орбитиращи една около друга на разстояние 20 астрономически единици (грубото разстояние между Слънцето и Уран) за период от 50,1 години. По-яркият компонент, Сириус А, е звезда от главна последователност със спектрален клас А и с приблизителна повърхностна температура от 9940 K. Придружителят ѝ, Сириус Б, е звезда, която вече е еволюирала отвъд главната последователност и се е превърнала в бяло джудже. Вече 10 000 пъти по-малко светима във видимия спектър, Сириус Б някога е била по-масивната от двете звезди. Възрастта на системата е оценена на около 230 милиона години. В ранния етап от живота си, двете звезди вероятно са били синьо-бели и са орбитирали една около друга в елипсовидна орбита на всеки 9,1 години. Системата излъчва повече от очакваното инфрачервено лъчение. Това може да е показателно за наличието на прах в системата, което се счита за сравнително необичайно за двойна звезда. Данни от космическата обсерватория Чандра показват, че Сириус Б е по-ярък рентгенов източник от Сириус А.
Изследване от 2015 г. намира доказателства за наличието на гигантски планети в системата, които са 11 пъти по-масивни от Юпитер и на разстояние 0,5 астрономически единици от Сириус А, 6 – 7 пъти по-масивни от Юпитер на 1 – 2 астрономически единици и до около 4 пъти по-масивни от Юпитер на 10 астрономически единици.

### Сириус А
Сириус А има маса 2 M☉. Радиусът ѝ е измерен с астрономически интерферометър, като ъгловият ѝ диаметър възлиза на около 5,936±0,016 милиарксекунди. Прогнозираната скорост на въртене е относително ниска – 16 km/s, което не може да предизвика значително сплескване на диска. За сравнение, Вега, която има сходни размери, се върти с 274 km/s, поради което се е сплескала по екватора. Слабо магнитно поле е засечено на повърхността на Сириус А.
Звездните модели сочат, че звездата се е образувала вследствие колапса на молекулярен облак, а след около 10 милиона години генерирането на вътрешната ѝ енергията вече се дължи изцяло на ядрени реакции. Ядрото става конвекционно и използва CNO-цикъл за производство на енергия. Прогнозирано е, че Сириус А ще изчерпи напълно водорода в ядрото си милиард години след образуването си. Когато това се случи, той ще се превърне в червен гигант, след което ще се смали до бяло джудже.
Сириус А се класифицира като Am-звезда, тъй като спектърът ѝ показва дълбоки метални абсорбционни линии, което говори за увеличение на елементите, по-тежки от хелий, като например желязо. Спектралният ѝ клас е A0mA1 Va, което сочи, че тя би се класифицирала като A1 от водородните и хелиевите линии, но A0 от металните линии я групират с Am-звездите. В сравнение със Слънцето, съотношението на желязото в атмосферата на Сириус А спрямо водорода е {\displaystyle \textstyle \left[{\frac {{\ce {Fe}}}{{\ce {H}}}}\right]=0.5}, което ще рече, че желязото е 316% по-често срещано отколкото на Слънцето. Високото съдържание на метални елементи на повърхността най-вероятно не важи за цялата звезда, а по-скоро тежките метали се изтласкват радиално към повърхността.

### Сириус Б
Сириус Б е едно най-масивните познати бели джуджета. С маса от 1,02 M☉, тя е почти двойно по-масивна от средностатистическото бяло джудже с маса 0,5 – 0,6 M☉. Тази маса заема обем, който е грубо колкото този на Земята. Сегашната му повърхностна температура е 25 200 K. Тъй като няма вътрешен източник на топлина, Сириус Б постепенно се охлажда, докато останалата му топлина се излъчва в пространството в продължение на милиарди години.
Бяло джудже се образува, след като звездата вече е еволюирала през главната последователност и преминала и през етапа на червен гигант. При Сириус Б това се случва преди около 120 милиона години. Първоначално тя е с маса около 5 M☉ и е от клас B4–5, когато се намира в главна последователност. Докато е преминавала през етапа на червен гигант, Сириус Б може да е допринесла за металичността на Сириус А.
Звездата е съставена главно от смес от въглерод и кислород, която се е образувала от термоядрен синтез на хелий в предшестващата звезда. Върху тази смес има слой от по-леки елементи, като веществата са подредени по маса, поради високата повърхностна гравитация. Пак поради тази причина, външната атмосфера на Сириус Б е почти чист водород (елементът с най-малка маса) и други елементи не се наблюдават в спектъра на звездата.

### Привидна трета звезда
Още от 1894 г. се наблюдават неравномерности в орбитите на Сиуриус А и Б с видима периодичност от 6 – 6,4 години. Изследване от 1995 г. заключава, че вероятно съществува трета придружаваща ги звезда с маса около 0,05 M☉, което би отговаряло на малко червено джудже или голямо кафяво джудже с видима звездна величина под 15 и на по-малко от 3 арксекунди от Сириус А.
По-скорошните и по-точните астрометрични наблюдения на космическия телескоп Хъбъл изключват наличието на такъв обект въобще. Изследването от 1995 г. предсказва астрометрично движение от 0,09 арксекунди, но Хъбъл не засича никаква аномалия в местоположението на Сириус с точност до 0,005 арксекунди. Това изключва наличието на какъвто и да е обект около Сириус А с маса над 0,033 M☉ или около Сириус Б с маса над 0,024 M☉. Със сигурност, около системата на Сириус няма други тела, които да са по-големи от малко кафяво джудже или голяма екзопланета.